# Camouflage (album Roda Stewarta)
Camouflage – trzynasty studyjny album angielskiego piosenkarza rockowego Roda Stewarta. Wydany został w 1984 roku przez Warner Bros. Records. Album popularność zdobył dzięki dwóm singlom „Infatuation” oraz „Some Guys Have All the Luck”.

## Lista utworów
1. „Infatuation” (Rod Stewart, Duane Hitchings, Rowland Robinson) – 5:13
2. „All Right Now” (Andy Fraser, Paul Rodgers) – 4:41
3. „Some Guys Have All the Luck” (Jeff Fortang) – 4:33
4. „Can We Still Be Friends” (Todd Rundgren) – 3:46
5. „Bad For You” (Stewart, Kevin Savigar, Jim Cregan) – 5:17
6. „Heart Is On the Line” (Stewart, Jay Davis) – 4:02
7. „Camouflage” (Stewart, Savigar, Michael Omartian) – 5:19
8. „Trouble” (Stewart, Omartian) – 4:42

## Single na listach przebojów
| Rok  | Utwór                         | Pozycja                     |
| ---- | ----------------------------- | --------------------------- |
| 1984 | „Infatuation”                 | 27 (UK), 6 (USA), 27 (GER)  |
| 1984 | „Some Guys Have All the Luck” | 15 (UK), 10 (USA), 58 (GER) |
| 1984 | „All Right Now”               | 72 (USA)                    |